# Aya Hirayama
Aya Hirayama (jap. 平山 あや Hirayama Aya; ur. 13 stycznia 1984 w Kuroiso) – japońska aktorka. 8 sierpnia 2019 roku Aya wyszła za mąż za aktora Mokomichiego Hayamiego.

## Biografia
Aya zadebiutowała aktorsko w 1999 roku w serialu „Tengoku no Kiss”, telewizji NTV, w wieku 15 lat. Od tego czasu występuje regularnie w wielu japońskich serialach telewizyjnych. W 1999 r., wystąpiła też w „Rinjin wa Hisoka ni warau”.
W 2000 roku wystąpiła w filmie „Shiawase kazoku keikaku” i serialu „Hatachi no Kekkon” telewizji TBS.
W 2001 r. Aya grała znaczące role w serialowej komedii romantycznej „Fighting Girl” i filmie „Waterboys”.
W 2002 r., wystąpiła w dwóch serialach „Locker no Hanako-san” i „Ginza no Koi”.
W 2003 roku zagrała w serialach „Kaettekita Locker no Hanako-san” stacji NHK, „Boku no Mahou Tsukai” wystąpiła w trzecim odcinku, oraz w „Itsumo Futari de” telewizji Fuji TV zagrała tam Irie Chike. Zagrała główną rolę w filmie „Lovers' Kiss”.
Największą dotychczasową jej rolą była główna rola jako Yoko w południowokoreańskim z 2004 roku „Fighter in the Wind”. Zagrała też w filmie romantycznym „Ren'ai-Shousetsu”, oraz w dwóch serialach „Mystery Minzoku Gakusha Yakumo Itsuki”, „Gekidan Engimono”.
W 2005 r., zagrała tytułową postać Haruki w japońskim serialu Haruka 17. Zagrała także Yoshide w filmie „Tokyo Tower” i komedii „Tsuribaka nisshi 16”.
W 2006 roku wystąpiła w jednym filmie „Backdancers!” zagrał w nim Miou.
W 2007 roku zagrała w czterech filmach, thrillerze „Nagai Nagai Satsujin” wcieliła się w rolę Masako Sato, zagrała główną rolę Mayu w dramacie „Mayu: Kokoro no hoshi”, „Kitokito!”, i komedii „Tsuribaka Nisshi 18”. Zagrała również w serialowym romansie „Hataraki Man”.
W 2008 r., Aya zagrała rolę Takano Aoi, nauczycielki języka angielskiego w serialu „Gokusen 3”. Oraz w filmie „Kagehinata ni saku”.
W 2009 roku zagrała również Takano Aoi, nauczycielkę języka angielskiego w kontynuacji serialu „Gokusen 3” z 2008 r., „Gokusen 3 SP”, i w filmie „Gokusen: The Movie”. Oraz w „Dandy Daddy?” gdzie występuje jako Miwa Goto.
2010 rok dla Ayi był mniej pracowity wystąpiła, w jednej produkcji w filmie „Inshite miru: 7-kakan no desu gêmu”.
W 2011 roku Aya nie wzięła udziału w żadnych produkcjach.
W 2012 r., powróciła trzema serialami. Wszystkie trzy produkcję były produkowane przez stację TBS. „Perfect Blue” serial sensacyjny wcieliła się w postać Nany Kimizuki,
„Miyabe Miyuki “Gokujou” Mysteries: Sunakugari” i komedii kryminalnej „Stepfather Step”.
W 2013 roku wystąpiła w dwóch serialach „Keiji Yoshinaga Seiichi ~ Namida no Jikenbo” i „Hakui no Namida Part 2 Jimei” 25 odcinkowym medycznym dramacie. Zagrała w nim główną rolę Shiomi Hany – matki wychowującej samotnie córkę. Zagrała również w filmie „Niryu Shosetsuka”.
W 2014 roku wystąpiła w filmie „Dakishimetai - Shinjitsu no Monogatari”. Wcieliła się w nim, w rolę Natsumi.
W 2015 r., Aya wystąpiła w serialowym romansie telewizji Fuji TV „Otona Joshi”. Oraz w filmie „Isha Sensei” gdzie zagrała główną rolę.
W 2016 r., wystąpiła w dwóch serialach „Kuroi 10-nin no Onna”, „Love Love Alien”. Oraz w horrorze „Bôkyô”.
W 2017 roku wystąpiła gościnnie w serialach „Kizoku Tantei” i w „Kanna San!”.

## Filmografia

### Seriale
- Kanna San! (TBS 2017) gościnnie
- Kizoku Tantei (Fuji TV 2017) gościnnie
- Kuroi 10-nin no Onna (NTV 2016)
- Love Love Alien (Fuji TV 2016)
- Otona Joshi (Fuji TV 2015)
- Keiji Yoshinaga Seiichi ~ Namida no Jikenbo (TV Tokyo 2013)
- Hakui no Namida Part 2 Jimei (Fuji TV 2013)
- Perfect Blue (TBS 2012)
- Miyabe Miyuki "Gokujou" Mysteries Nagai Nagai Satsujin (TBS 2012)
- Stepfather Step (TBS 2012)
- Dandy Daddy? (TV Asahi 2009)
- Gokusen 3 SP (NTV 2009) jako nauczycielka angielskiego
- Gokusen 3 (NTV 2008) jako nauczycielka angielskiego
- Hataraki Man (NTV 2007)
- Haruka 17 (TV Asahi 2005)
- Mystery Minzoku Gakusha Yakumo Itsuki (TV Asahi 2004)
- Gekidan Engimono Unlucky Days - Natsume no Mousou (Fuji TV 2004)

Kaettekita Locker no Hanako-san (NHK 2003)
- Boku no Mahou Tsukai (NTV 2003) odc.3
- Itsumo Futari de jako Irie Chika (Fuji TV 2003)
- Locker no Hanako-san (NHK 2002)
- Ginza no Koi (NTV 2002)
- Fighting Girl (Fuji TV 2001)
- Hatachi no Kekkon (TBS 2000)
- Rinjin wa Hisoka ni warau (NTV 1999)
- Tengoku no Kiss (NTV 1999)

### Filmy
- Isha Sensei (2016)
- Dakishimetai (2014)
- Niryu Shosetsuka (2013)
- Inshite miru: 7-kakan no desu gêmu (2010)
- Gokusen: The Movie (2009) jako nauczycielka angielskiego
- Kagehinata ni Saku (2008)
- Nagai nagai satsujin (2007)
- Mayu (2007)
- Kitokito! (2007)
- Tsuribaka Nisshi 18 (2007)
- Backdancers (2006)
- Tokyo Tower (2005)
- Tsuribaka nisshi 16 (2005)
- Fighter in the Wind (2004)
- Ren'ai-Shousetsu (2004)
- Lovers' Kiss (2003)
- Water Boys (2001)
- Shiawase kazoku keikaku (2000)